# Rómeó és Júlia (film, 1936)
A Rómeó és Júlia (eredeti cím: Romeo and Juliet) 1936-ban bemutatott amerikai dráma és romantikus film, a Metro-Goldwyn-Mayer filmstúdió Shakespeare-adaptációja, a magyar származású George Cukor rendezte, a főszerepben Leslie Howard és Norma Shearer látható. A The New York Times beválasztotta Minden idők legjobb 1000 filmje közé. A filmet négy kategóriában jelölték Oscar-díjra.

## Szereplők
| Szereplő      | Színész          | Magyar hang            | Magyar hang            |
| Szereplő      | Színész          | 1. szereposztás (1965) | 2. szereposztás (1978) |
| ------------- | ---------------- | ---------------------- | ---------------------- |
| Júlia         | Norma Shearer    | Ruttkai Éva            | Kútvölgyi Erzsébet     |
| Rómeó         | Leslie Howard    | Latinovits Zoltán      | Hegedűs D. Géza        |
| Mercutio      | John Barrymore   | Somogyvári Rudolf      | Mécs Károly            |
| Júlia dajkája | Edna May         | Orbán Viola            | Győri Ilona            |
| Tybalt        | Basil Rathbone   | Bárdy György           | Juhász Jácint          |
| Capulet       | C. Aubrey Smith  | Deák Sándor            | Képessy József         |
| Peter         | Andy Devine      | Láng József            | Koroknay Géza          |
| Escalus       | Conway Tearle    | Szakáts Miklós         | Inke László            |
| Páris         | Ralph Forbes     | Buss Gyula             | Kovács István          |
| Lőrinc barát  | Henry Kolker     | Horváth Jenő           | Benkő Gyula            |
| Montague      | Robert Warwick   | Zách János             | Szabó Ottó             |
| Montague-né   | Virginia Hammond | ?                      | ?                      |
| Benvolio      | Reginald Denny   | Avar István            | Ujréti László          |
| Capuletné     | Kemble Cooper    | Simor Erzsi            | Gyimesi Pálma          |